# Археология, этнография и антропология Евразии
Археология, этнография и антропология Евразии (английская версия журнала Archaeology, Ethnology and Anthropology of Eurasia) — российский научный журнал в области археологии и этнографии, основан в 2000 г. Выходит 4 раза в год на русском и английском языках.
Журнал учрежден Институтом археологии и этнографии Сибирского отделения Российской академии наук.
В редколлегию журнала входят ведущие ученые России, Азии, Европы и Америки.
Включён в список научных журналов ВАК.
Импакт-фактор РИНЦ 2008 — 0,139.
Импакт-фактор РИНЦ 2009 — 0,220.

## Редакционная коллегия
В состав редакционной коллегии входят: акад. Х. А. Амирханов, д.и.н. А. В. Бауло (отв. секретарь), акад. А. П. Бужилова, Ван Вэй (КНР), д.и.н. С. А. Васильев, член-корр. РАН П. Г. Гайдуков, Гао Син (КНР), член-корр. РАН А. В. Головнёв, Ж. Жабер (Франция), д.г.-м.н. В. С. Зыкин, д.и.н. А. Г. Козинцев, акад. Н. Н. Крадин, К. Ламберг-Карловски (США), акад. Н. А. Макаров, д.и.н. С. В. Маркин (отв. секретарь), акад. В. И. Молодин (зам. главного редактора), д.и.н. С. П. Нестеров (отв. секретарь), Дж. Олсен (США), С. Пеэбо (Германия), Г. Парцингер (Германия), к.и.н. Д. В. Поздняков (отв. секретарь), А. Ронен (Израиль), д.и.н. Д. Г. Савинов, Секия Акира (Япония), акад. В. А. Тишков, д.и.н. Н. А. Томилов, А.-П. Франкфор (Франция), С. Хансен (Германия), Я. Хохоровский (Польша), д.и.н. Т. А. Чикишева, член-корр. РАН М. В. Шуньков, Э. Якобсон-Тепфер (США).

## Отзывы
В апреле 2014 года директор Наукометрического центра НИУ ВШЭ Иван Стерлигов во время XV Апрельской международной научной конференции «Модернизация науки и общества» сообщил, что в ходе исследования, проведённого учёными из НИУ ВШЭ путём экспертного опроса 56 историков (выбранных 11 историкам «высшего уровня») и последующего анализа 887 анкет по 66 историческим журналам было выяснено, что журнал «Археология, этнография и антропология Евразии» получил высокую оценку.